# Reskuporis I
Reskuporis I, właśc. Tyberiusz Juliusz Reskuporis I Filokajsar Filoromajos Eusebes (gr. Τιβέριος Ἰούλιος Ῥησκούπορις Φιλόκαισαρ Φιλορώμαίος Eυσεbής, Tibérios Ioúlios Rēskoúporis Filókaisar Filorṓmaíos Eusebḗs) (zm. 92) – król Bosporu z dynastii Asandrydów od 69 do swej śmierci. Syn króla Bosporu Tyberiusza Juliusza Kotysa I Filokajsara Filoromajosa Eusebesa i królowej Euneike.

## Rodzina
Reskuporis miał perskich, greckich, trackich oraz rzymskich przodków. Otrzymał imię Reskuporis na cześć królów trackich, którzy pochodzili z dynastii sapejskiej. Jeden z nich Reskuporis I był prapradziadkiem Gepaepyris, matki ojca Kotysa I.
Przez babkę ojczystą Gepaepyris był potomkiem rzymskiego triumwira Marka Antoniusza i jego drugiej żony oraz kuzynki Antonii Hybrydy, a poprzez ród Antoniuszów spokrewniony z różnymi członkami dynastii julijsko-klaudyjskiej. Także przez Gepaepyris pochodził od królów Marka Antoniusza Polemona I Eusebesa Sotera z Pontu i Bosporu, Pytodoris Filometor z Pontu i Gajusza Juliusza Kotysa VIII z Tracji.
Przez dziadka ojcowskiego Tyberiusza Juliusza Aspurgosa Filoromajosa, króla Bosporu, był potomkiem rodów królewskich macedońskiego pochodzenia, tj. Antygonidów, Antypatrydów oraz Seleucydów.
Reskuporis poślubił nieznaną z imienia kobietę, zapewne pochodzenia sarmackiego. Miał z nią syna Tyberiusza Juliusza Sauromatesa, przyszłego króla Bosporu. Przez syna, Reskuporis miał różnych potomków na tronie bosporańskim, aż do IV wieku. Kilku z nich nosiło jego imię.

## Działalność mennicza
Daty panowania Reskuporisa I (68/69–91/92) znamy dzięki jego staterom. Najstarszy bowiem z nich pochodzi z 365 r. ery bosporańskiej, czyli 68/69, a najmłodszy z 388 r. tejże ery, tj. 91/92 r. n.e. W literaturze dotyczącej jego monet spotykamy różne propozycje uściślenia daty początku panowania.  Część uczonych uważa, że do objęcia władzy doszło w 68 r., a inni uważa, że w 69 r. n.e. Badacze są jednak zgodni, co do daty końca panowania Reskuporisa I, uważając, że nastąpiło to w roku 91/92 n.e. Za pomocą staterów nie da się bowiem sprecyzować daty jego śmierci.
Kryzys polityczny, jaki powstał w cesarstwie rzymskim po śmierci Nerona w 68 r. stworzyło dogodną sytuację dla królestwa bosporańskiego. Ciągłe zmiany na tronie cesarskim odciągały Rzymian od pilnowania swych interesów na peryferiach Imperium. Reskuporis I korzystając z dogodnej okazji, zaczął działalność menniczą na własną rękę, bowiem bił złote monety zakazane przez Nerona.
Miały one na awersie tradycyjny rzymski portret bez cech indywidualnych, ponieważ Reskuporis nie wiedział, który z pretendentów do tronu cesarskiego ostatecznie zwycięży.

### Klasyfikacja staterów
Najbardziej powszechną klasyfikacją złotych monet Reskuporisa I jest podział stworzony przez Vladilena Anochina z roku 1986. Uczony podzielił statery na trzy grupy:
1. Pierwsza grupa zawiera statery z lat 71/72–73/74 oraz 77/78 (365, 368, 369, 370, 374 według ery bosporańskiej). Przedstawiają one na awersie wizerunek cesarza Wespazjana, a na stronie przeciwnej Tytusa, monogram z imieniem i tytułem Reskuporisa I oraz rok ery bosporańskiej. Monety tej grupy powtarzają tradycyjny typ wypracowany za panowania króla Polemona I (zm. 8 p.n.e.). Wszystkie statery na awersie przedstawiają głowę tego cesarza, na rewersie zaś głowę syna cesarskiego, rok oraz monogram króla. Rewersy monet z 368 i 370 r. przedstawiają podobiznę oblicza Tytusa, jako młodzieńca bez wieńca na głowie. Inny jego wizerunek mamy na monecie, z 374 r., bowiem przedstawia go w podeszłym wieku oraz z wieńcem na głowie.
2. Do drugiej grupy zaliczają się statery z lat 377–382 ery bosporańskiej (80/81–85/86 r.) Na stronie głównej znajduje się wizerunek króla oraz napis w języku greckim BACIΛΕѠC PECKOYΠOPIΔOC; na rewersie cesarza (Tytusa, potem Domicjana) oraz rok według tejże ery. Ten typ był kontynuowany bez zmian do końca bosporańskiego mennictwa, do 1 poł. IV wieku, dzięki czemu można było określić kolejność królów.
3. Do trzeciej grupy zaliczamy statery z lat 383, 384, 386 r. ery bosporańskiej (86/87, 87/88, 89/90 n.e.) Zawierają one pełną tytulaturę króla w języku greckim TIBEPIOC IOYΛIOC BACIΛEYC. Ostatnie znane monety króla z 388 r. tejże ery (91/92 n.e.) mają zmienioną legendę (BACIΛEYC PECKOYΠOPEOC).

### Monety miedziane
Statery mają ogromne znaczenie dla ustalaniania chronologii monet miedzianych, bowiem dokonuje się porównania złotych i miedzianych monet z tego samego okresu mających portret tego samego króla. Dzięki czemu można dokonać zsynchronizowania monet miedzianych z datowanymi złotymi staterami.
Reskuporis I bił miedziane dupondiusy z literami ΚΔ (liczba 24 jako znak nominału) oraz sestercy z literami MH, czyli 48. Monety miedziane zawierają skróconą lub rozwiniętą legendę z tytułem i imieniem króla, podobnie jak złote monety trzeciej grupy. Reskuporis I bił, w przeciwieństwie do swego ojca, monety o tematyce bosporańskiej.
Według uczonych pierwszymi brązowymi monetami Reskuporisa I są dupondiusy z wizerunkiem pentastylosu. Na awersie widnieje w wieńcu monogramy z liter greckich BAK lub BAEY, zapewne należące do jego rodziców. Na rewersie znajduje się fasada pięciokolumnowej świątyni, postawioną na kilkustopniowym podwyższeniu, a po bokach litery ΚΑ – ΠΕ („ΚAΠΕ[τώλιον]”). Uczeni różnie interpretują obecność wizerunku pentastylosu na monetach. Reskuporis mógł sięgnąć po ten motyw z symboliki rzymskiej propagandy z 68/69 r., a nie z realiów. Ważne jest, że rzymska świątynia Jupitera Kapitolińskiego nie była pentastylosem, tylko heksastylosem.
Synchronizacja serii staterów z monetami miedzianymi dała następujące wyniki. Pierwszy okres (69-79 r.) to statery z monogramami króla (pierwsza grupa) oraz dupondiusy z pentastylosem i monogramami jego rodziców. Drugi okres datowany na lata 80–86 r. obok staterów drugiej grupy wybijano dupondiusy oraz sesterce z legendą w języku greckim BACIΛEѠC PHCKOYΠΟΡΙΔΟΥ. Natomiast trzeci i ostatni okres (87–92) to emisja staterów trzeciej grupy i cztery serie monet miedzianych, które wyglądają następująco:
- Dupondiusy przedstawiające wizerunek insygniów ojca na obu stronach oraz napisy na awersie ΤΕΙΜΑΙ ΒΑCΙΛΕѠC KOTOYC, a na rewersie TOY ACΠΟΡΓΟΥ. Do tej grupy zalicza się także sesterce z wizerunkiem siedzącego na krześle kurulnym króla i legendą TIBERIOYC IOYΛIOYC BACIΛEYC PHCKOYΠΟPIC na awersie. Obok króla znajduje się ligatura z liter TOA. Uczeni różnie rozszyfrowują ten skrót; jedni jako „Τιτους Ουεσπασιανος Αυτοκρατορ”, a inni traktują ją jako liczbę 371. Ta druga interpretacja byłaby datą ery bosporańskiej (74 n.e.). Na stronie drugiej przedstawiono broń (m.in. okrągłą tarczę, miecz, hełm, włócznię) wraz legendą w języku greckim ΤΕΙΜΑΙ ΒΑCΙΛΕΩC PHCKOYΠOPIΔOC.
- Sesterce przedstawiające na awersie krzesło kurulne, a na stronie przeciwnej Nike trzymającą wieniec w wyciągniętej ręce lub litery MH otoczone wieńcem lub tarcza.
- Dupondiusy bite w latach 87–92 mające wizerunek dwóch głów, które uczeni różnie interpretują; jedni widzą portrety pary królewskiej, drudzy portrety Reskuporisa I i jego syna Sauromatesa. Do tej grupy wchodzą także sesterce mające na awersie wizerunek króla oraz jeńców. Król stawia nogę na klęczącym jeńcu, zapewne pochodzenia alańskiego. Na rewersach przedstawiono Nike, wieniec, dwie głowy lub bramę miejską. Motyw klęczącego jeńca interpretuje się następująco. W czasie wojen dackich cesarz rzymski Domicjan, wycofując swoje wojska z Bosporu, osłabił państwo Reskuporisa I. Alanowie, chcąc wykorzystać nadarzającą się okazję, dokonali najazdu. Napaść została jednak odparta przez króla, który swe zwycięstwo uwiecznił na monetach.
- Do ostatniej grupy należą sesterce, które na awersie przedstawiają głowę króla wraz z berłem oraz trójzębem, które uważane są za insygnia królewskie. Wizerunek trójzęba pochodzi zapewne stąd, że król uważał się za potomka Posejdona, bowiem na jednej z inskrypcji został nazwany „Ποσειδώνος γενοόμενον”. Na rewersie są trzy rodzaje przedstawień: wieniec, Nike lub jeździec.